# Mary the Paralegal
"Mary the Paralegal" es el episodio #19 de la primera temporada de How I Met Your Mother. Se estrenó el 24 de abril de 2006.

## Trama
Una historia que Robin hizo para su canal de noticias, estuvo nominada para un premio Local Area Media (o como Lily lo llama, un premio LAMA), y Robin ha invitado a todos para que vayan con ella. Desde que fue invitada con tres meses de anticipación, Ted le dijo que llevaría a Victoria. Antes de la gala de los premios, Ted terminó su relación con Victoria y arruinó sus chances con Robin al mismo tiempo, y se pregunta si debería traer una pareja. Barney le sugiere que Ted se consiga una prostituta como pareja, a lo que Ted inmediatamente se niega. Barney aparece un poco después con una mujer rubia llamada Mary, para Ted, y Ted se niega de nuevo hasta que ve la pareja de Robin para la gala: Sandy Rivers, el hombre que lee el periódico en el canal de las noticias cada mañana y pide que siempre se refieran a él con su nombre completo. Ted está de acuerdo, y Mary es su pareja para la noche. 
En la gala, Ted se encuentra más atraído a Mary, quien dice que es una asistente legal. Ted intenta hablar con Robin para arreglar su relación, pero falla. Robin gana el premio, y le agradece a todos sus amigos por ir y apoyarla, excepto a Ted. Mientras tanto, Barney le ha conseguido una habitación en el hotel para la noche, y Ted está comenzando a pensar sí él y Mary deberían ir a la habitación. Marshall intenta detenerlo, pero no tiene éxito. Ted y Mary se van a la habitación, mientras que Robin y Sandy Rivers se dirigen a un taxi. Poco después, Robin regresa, reiterando que no sale con compañeros de trabajo, y trajo a Sandy Rivers solo para hacerle tener celos a Ted, y Marshall le dice que Ted trajo a Mary para hacer celosa a Robin. Marshall luego (en una manera telepática) le cuenta a Lily que Mary es una prostituta, y Lily, quién está dormida, despierta y si Mary lo es. Después, Barney revela que Mary no es una prostituta, sino una asistente legal que vive en su edificio. Ted no sabe esto, y Mary le da una bofetada y se va cuando Ted insiste que ella es una prostituta. 
En el bar, Barney le insiste a Ted que la razón por la que se lleva tan bien con Mary es porque él pensó que tenía razón en algo, pero Ted revela que nunca se registró en la habitación del hotel, y se va para usar la tarjeta de crédito de Barney.

## Música
- Lemongrass - "Elle et moi"